# Tim Thorpe
Timothy „Tim“ Thorpe (* 3. Oktober 1983) ist ein britischer Hornist.

## Leben und Wirken
Thorpe wuchs in Hertfordshire auf und besuchte bis 2002 die Purcell School. Anschließend studierte er mit einem Stipendium an der Guildhall School of Music and Drama bei Hugh Seenan.
Zwischen 2000 und 2003 spielte Thorpe als Hornist im National Youth Orchestra of Great Britain, im Jugendorchester der Europäischen Union und im Gustav Mahler Jugendorchester. Nach dem Studium wirkte er ab 2004 als 3. Hornist im Philharmonia Orchestra. 2006 übernahm er die Position des Solohornisten im BBC National Orchestra of Wales, mit dem er zahlreiche CD-Aufnahmen und Radioübertragungen (darunter die Live-Übertragung eines Konzerts im argentinischen Teatro Colón mit Mozarts Hornkonzert Nr. 4) einspielte. Zudem wirkte er als Gast-Solohornist  in verschiedenen Orchestern, zum Beispiel im London Symphony Orchestra, im Orchester des Royal Opera House, im London Philharmonic Orchestra, im Philharmonia Orchestra, im New Zealand Symphony Orchestra. und im Melbourne Symphony Orchestra. Zudem trat er mit unter anderem der London Sinfonietta, dem Londoner Nash Ensemble, dem Ensemble Fine Arts Brass und dem Scottish Chamber Orchestra auf.
Parallel zu seiner Konzerttätigkeit unterrichtet Thorpe am Royal Welsh College of Music and Drama, an der Wells Cathedral School und im Rahmen von Meisterkursen.
Thorpe spielt ein Instrument des Herstellers Paxman sowie der Marke Hoyer.

## Preise
- 2002: Finalist der Paxman International Horn Competition[2]

- 2004: Gold Medal bei der Rosl Annual Music Competition der Royal Over-Seas League[12]
- 2004: Philip Jones Brass Prize der Royal Philharmonic Society[3]

## Diskografie
- Midsummer. Werke von u. a. Mendelssohn-Bartholdy, Jenkins, Ravel, Bach, Piazzolla, Bernstein, Fauré. Mit einem Kammermusikensemble (The Audio Concept; 2009)
- Christopher Ball: Horn Concerto, Oboe Concerto. Mit Paul Arden-Taylor (Oboe), Jonathan Burgess (Flöte), Emerald Concert Orchestra (Musical Concepts; 2011)
- Malcolm Arnold: The Complete Brass Chamber Music. Mit dem Ensemble Fine Arts Brass (Nimbus; 2014)
- Schubert: Schwanengesang / Brahms: Zigeunerlieder. Mit Christopher Williams, Klavier (Naxos; 2018)